# Чеботарьов Михайло Анатолійович
Миха́йло Анато́лійович Чеботарьо́в — майор Збройних сил України.
Випускник Чернігівського ліцею з посиленою військово-фізичною підготовкою.

## Нагороди
8 вересня 2014 року — за особисту мужність і героїзм, виявлені у захисті державного суверенітету та територіальної цілісності України, вірність військовій присязі під час російсько-української війни, відзначений — нагороджений орденом Богдана Хмельницького III ступеня.